# 오카나카 하야토
오카나카 하야토(일본어: 岡中 勇人, 1968년 9월 26일 ~ )는 일본의 전 축구 선수이다.

## 구단 경력
과거 감바 오사카, 오이타 트리니타에서 활동하였다.